# Golczewo
Golczewo, tyska: Gülzow, är en stad i nordvästra Polen, belägen i Powiat kamieński i Västpommerns vojvodskap, omkring 60 km nordost om Szczecin. Staden har 2 750 invånare (år 2014) och är centralort i en stads- och landskommun med sammanlagt 6 040 invånare.

## Geografi
Staden ligger i det historiska landskapet Hinterpommern, omkring 30 kilometer öster om Oderlagunen och 25 kilometer sydost om hamnstaden Kamień Pomorski och Dziwnasundet. Avståndet till vojvodskapets huvudstad Szczecin är omkring 60 kilometer i sydvästlig riktning. 
Stadskärnan är belägen mellan sjöarna Jezioro Okonie och Jezioro Szczucze.

## Historia
En västslavisk bosättning uppstod troligen på platsen någon gång mellan 800-talet och 1000-talet. Det är inte fastställt om orten hade stadsrättigheter under medeltiden, men den omnämns i en medeltida källa som civitatis episcopis Gilzov vid ett tillfälle. Omkring år 1284 uppfördes ett slott i orten, Burg Gülzow, troligen på samma plats där den nuvarande slottsruinen står idag. År 1304 köpte biskopen av Cammin, Heinrich von Wachholz, borgen av adelsfamiljerna Schmeling och Wedelstädt för 1 200 mark. Köpedokumentet, som bekräftades av hertig Bogislav IV av Pommern, är samtidigt det äldsta kända skriftliga belägget för ortens existens.
Från år 1500 fram till trettioåriga kriget var ortens slott säte för de katolska och senare även de protestantiska och de världsliga furstbiskoparna av Cammin. Efter trettioåriga kriget omnämns slottet som en ruin år 1670, och efter att den siste världslige administratören av biskopsdömet, Ernst Bogislaw von Croy, avlidit 1684 drogs biskopsdömet in till Kurfurstendömet Brandenburgs furstliga domäner.
Under fjärde koalitionskriget ockuperades orten av franska trupper, och 7-8 december 1806 utkämpades en mindre strid mellan preussiska och franska trupper vid ortens kyrkogård. Från Wienkongressen till 1945 tillhörde Gülzow den preussiska Landkreis Cammin in Pommern i Regierungsbezirk Stettin, Provinsen Pommern, från 1871 även som del av Tyska riket.
I början av 1900-talet blev orten järnvägsknut, där de regionala linjerna Stepenitz – Treptow an der Rega och Plathe − Swinemünde korsade varandra. Järnvägen är idag nedlagd.
Orten intogs av Röda armén i mars 1945, och tillföll efter kriget Polen genom Potsdamöverenskommelsen. I samband med den nya gränsdragningen tvångsförflyttades den huvudsakligen tysktalande befolkningen västerut, och orten döptes om till Golczewo av de polska myndigheterna. Området och orten återbefolkades under de följande decennierna av inflyttade flyktingar och bosättare från centrala Polen och tidigare polska områden öster om Curzonlinjen.
Den 1 januari 1990 fick orten stadsrättigheter, som centralort i en stads- och landskommun.